# Grondheerlijkheid

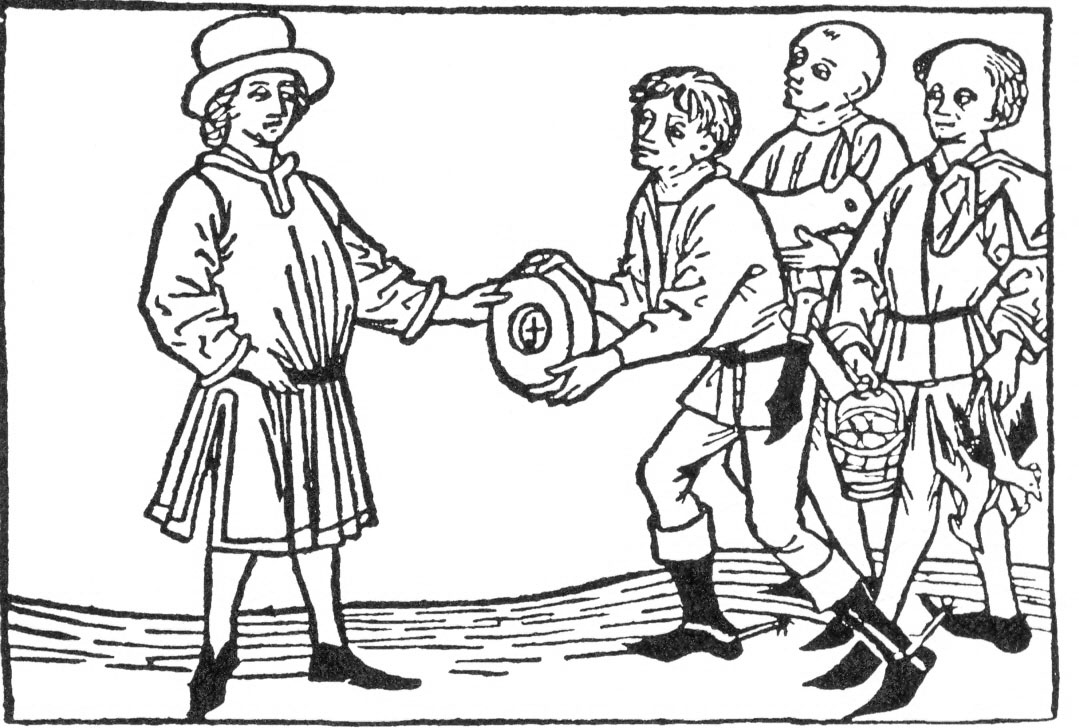
Boeren met hun grondheer

De grondheerlijkheid (seigneurie foncière) was een heerlijkheid die in handen was van een grondheer of grootgrondbezitter. Het was onderdeel van het hofstelsel, maar tijdens de banale revolutie ontwikkelde een deel zich tot banheerlijkheid. Het was dan net als de ambachtsheerlijkheid een lage heerlijkheid. 
Als de landsheer nieuw land uitgaf, bijvoorbeeld om het in te polderen, en het nog niet bedijkt was, kreeg de grondheer als eerste het recht om de schout en schepenen te benoemen. Hun taak was "die schouwinge te doen", dat wil zeggen zij kregen de macht inzake de waterstaat.
De ambachtsheer bepaalde het bestuur en de wetgeving, maar liet de uitvoering van de macht over aan schout en schepenen. Hij besliste niet over halszaken.
Het zal duidelijk zijn dat door deze dubbele bevoegdheden van schout en schepenen de belangen niet altijd scherp waren. Schout en schepenen kregen op deze manier invloed op zowel het gebied van de waterstaat als op het gebied van bestuur en rechtspraak. 
Men verdacht de houders van een grondheerlijkheid er regelmatig van dat ze met opzet een dijk niet geheel voltooiden om op die manier de macht die ze op grond van hun grondheerlijkheid hadden te kunnen behouden. 
Tot op de dag van vandaag is het bestuur over de waterhuishouding zelfstandig ten opzichte van het overig bestuur. 